# Aankondigingskerk (Vitebsk)
De Kerk van de Aankondiging van de Heer (Wit-Russisch: Царква Дабравешчання Прасвятой Багародзіцы, Carkva Dabraviescannia Prasviatoj Baharodzicij) is een orthodox kerkgebouw in de Wit-Russische stad Vitsebsk. De kerk staat in het centrum van de stad op de linkeroever van de Westelijke Dvina. De kerk werd in 1961 afgebroken en in de jaren 90 herbouwd.

## Geschiedenis
Er zijn meerdere archeologische onderzoeken uitgevoerd om de ouderdom van de kerk te bepalen. Het laatste onderzoek, tot op de dag van vandaag onbetwist, wees op grond van Byzantijns metselwerk uit dat de geschiedenis van de kerk ten minste teruggaat tot de 12e eeuw. De kerk kreeg door verbouwingen en herbouw diverse malen een ander aanzien. In 1619 werd de kerk in opdracht van Sigismund III van Polen aan de Grieks-Katholieke Kerk overgedragen.
Tijdens de Noordse oorlog werd de kerk zwaar beschadigd. Herstel volgde in 1714 en enkele decennia later kreeg de kerk een barok uiterlijk. De kerk werd in 1832 teruggegeven aan de orthodoxe kerk en wederom werd de kerk verbouwd. Tijdens de Tweede Wereldoorlog werd de kerk zwaar beschadigd en resteerden slechts de muren. In 1961 volgde verdere vernietiging door een poging om de ruïne te ruimen. De fundering en sommige stukken muur bleven echter staan. De archeoloog Michael Karger (*1903 – †1976) verrichtte in 1968 onderzoek naar de resten van het gebouw, die in de jaren 70 werden geconserveerd.

## Herbouw
In 1990 werd gestart met het ontwikkelen van een herbouwproject. Besloten werd om de Aankondigingskerk in de oorspronkelijke vorm te herbouwen. Men koos ervoor om de oorspronkelijke delen van de kerk niet te bepleisteren, zodat iedereen het oude en nieuwe deel van de kerk gemakkelijk herkent. Bij de kerk werd een aparte klokkentoren gebouwd.

## Oude afbeeldingen

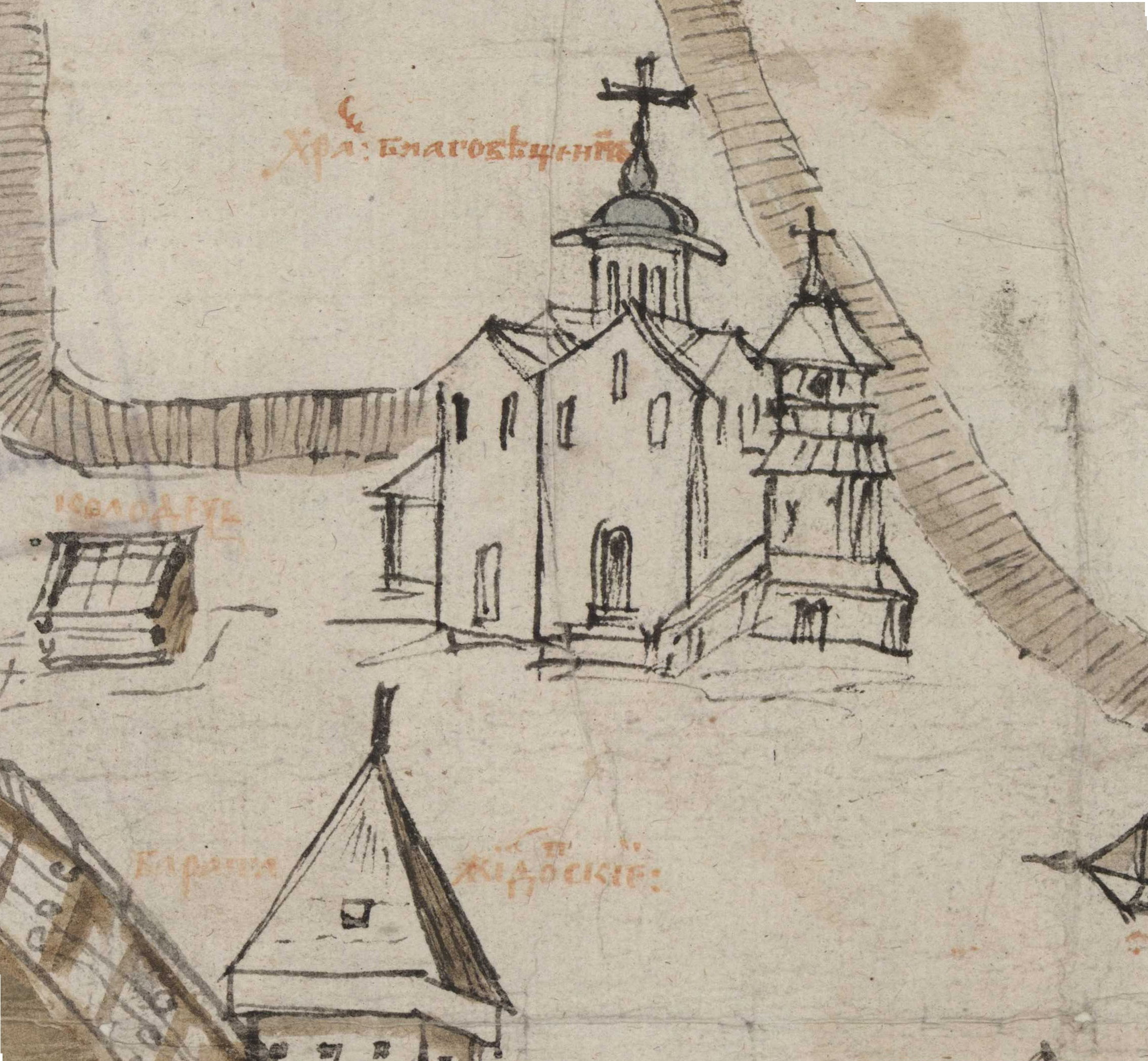
De kerk op een tekening in 1664
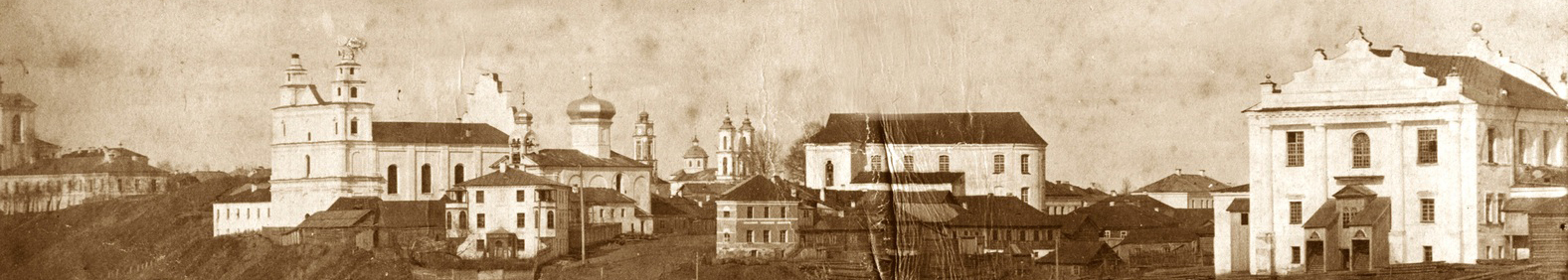
De kerk op een foto voor 1867
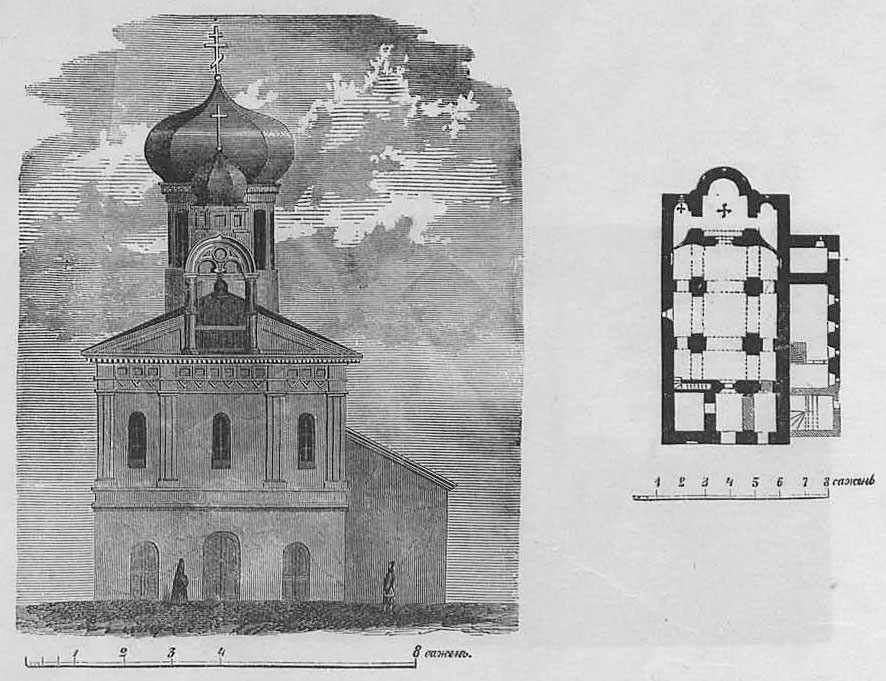
Een tekening van de kerk uit 1891